# Guy Sasson
Guy Sasson (hebräisch גיא ששון; * 28. April 1980 in Ramat Gan) ist ein israelischer Rollstuhltennisspieler.

## Karriere
Guy Sasson hatte 2015 einen Snowboardunfall und ist seitdem von den Knien abwärts gelähmt. Er begann 2018 mit dem Rollstuhltennis, zuerst in der Klasse der Paraplegiker, wobei er Ende 2019 in Einzel und Doppel unter die Besten 30 der Welt kam. Seit 2023 startet bei den Quadriplegikern („Quad“). Dort trat er auch bei Grand-Slam-Turnieren an und konnte 2024 mit den French Open sein erstes Majorturnier gewinnen.
Er trat zweimal bei den Paralympischen Spielen an. 2021 in Tokio schied er im Einzel bereits in der ersten Runde aus, im Doppel erreichte er an der Seite von Adam Berdichevsky das Achtelfinale. Dort verloren sie gegen die späteren Bronzemedaillengewinner Tom Egberink und Maikel Scheffers aus den Niederlanden. Bei den Spielen 2024 in Paris gewann er im Quad-Einzel das Spiel um Platz drei gegen den Türken Ahmet Kaplan und damit die Bronzemedaille. Er ist nach Noam Gershony der zweite israelische Medaillengewinner im Rollstuhltennis.
Sasson ist verheiratet, hat vier Kinder und lebt mit seiner Familie in Houston, Texas. Er besitzt eine Immobilienfirma in Israel.

## Leistungsbilanz bei den Grand-Slam-Turnieren

### Einzel
| Turnier         | 2023 | 2024 | 2025 | Karriere |
| --------------- | ---- | ---- | ---- | -------- |
| Australian Open | –    | F    | HF   | F        |
| French Open     | –    | S    | S    | S        |
| Wimbledon       | –    | HF   | VF   | HF       |
| US Open         | VF   |      |      | VF       |

### Doppel
| Turnier         | 2023 | 2024 | 2025 | Karriere |
| --------------- | ---- | ---- | ---- | -------- |
| Australian Open | –    | F    | F    | F        |
| French Open     | –    | F    | S    | S        |
| Wimbledon       | –    | F    | S    | S        |
| US Open         | VF   |      |      | VF       |

Zeichenerklärung: S = Turniersieg; F, HF, VF, AF = Einzug ins Finale / Halbfinale / Viertelfinale / Achtelfinale; 1, 2, 3 = Ausscheiden in der 1. / 2. / 3. Hauptrunde; nicht ausgetragen